# Jorge Hirano
Pour les articles homonymes, voir Hirano.
Jorge Alberto Hirano Matsumoto, né le 16 août 1956 à Huaral au Pérou, est un footballeur international péruvien d'origine japonaise, qui évoluait au poste d'attaquant.

## Biographie

### Carrière en club
Jorge Hirano commence sa carrière en 1977 au sein de l'Unión Huaral de sa ville natale. Après un passage par le Juventud La Palma de Huacho, il émigre au Japon afin de jouer au Fujita Kyogo (aujourd'hui Shonan Bellmare).
De retour au Pérou, il s'enrôle au Sporting Cristal où il est sacré champion du Pérou en 1983 avec 41 buts marqués entre 1983 et 1985.
Mais c'est en Bolivie qu'il se distingue avec le Club Bolívar où il marque 139 buts (124 en championnat et 15 en Copa Libertadores) en huit ans. Sacré à quatre reprises avec le Bolívar, il termine meilleur buteur du championnat de Bolivie en 1991 avec 19 buts inscrits. Il met fin à sa carrière au Sport Boys de Callao en 1994.
Notons qu'avec 18 buts (en 55 matchs), Hirano est le troisième meilleur buteur péruvien en Copa Libertadores (ex aequo avec Paolo Guerrero) derrière Oswaldo Ramírez (27 buts) et Percy Rojas (19 buts).

### Carrière en sélection
International péruvien, Hirano joue à 36 reprises entre 1984 et 1991 (11 buts inscrits). 
Il figure dans le groupe des sélectionnés lors des Copa América de 1987, 1989 et 1991, où son équipe est à chaque fois éliminée au premier tour.
Il joue également cinq matchs comptant pour les tours préliminaires de la Coupe du monde, lors des éditions 1986 et 1990.

#### Buts en sélection
| Buts en sélection de Jorge Hirano | Buts en sélection de Jorge Hirano | Buts en sélection de Jorge Hirano        | Buts en sélection de Jorge Hirano | Buts en sélection de Jorge Hirano | Buts en sélection de Jorge Hirano | Buts en sélection de Jorge Hirano |
|                                   | Date                              | Lieu                                     | Adversaire                        | Score                             | Résultat                          | Compétition                       |
| --------------------------------- | --------------------------------- | ---------------------------------------- | --------------------------------- | --------------------------------- | --------------------------------- | --------------------------------- |
| 1.                                | 26 février 1984                   | Lima (Pérou)                             | Honduras                          | 1-1                               | 1-3                               | Amical                            |
| 2.                                | 9 mars 1985                       | Estadio Nacional, Lima (Pérou)           | Chili                             | 1-0                               | 1-1                               | Amical                            |
| 3.                                | 21 mars 1985                      | Estadio Nacional, Lima (Pérou)           | Équateur                          | 1-0                               | 1-0                               | Amical                            |
| 4.                                | 16 juin 1985                      | Estadio Nacional, Lima (Pérou)           | Venezuela                         | 3-1                               | 4-1                               | QCM 1986                          |
| 5.                                | 21 juin 1987                      | Estadio Nacional, Lima (Pérou)           | Chili                             | 2-0                               | 2-0                               | Amical                            |
| 6.                                | 1er juillet 1989                  | Fonte Nova, Salvador (Brésil)            | Paraguay                          | 1-0                               | 2-5                               | CA 1989                           |
| 7.                                | 9 juillet 1989                    | Estádio do Arruda, Recife (Brésil)       | Colombie                          | 1-1                               | 1-1                               | CA 1989                           |
| 8.                                | 12 juin 1991                      | Estadio Nacional, Lima (Pérou)           | Uruguay                           | 1-0                               | 1-0                               | Amical                            |
| 9.                                | 25 juin 1991                      | Estadio Monumental, Guayaquil (Équateur) | Équateur                          |                                   | 2-2                               | Amical                            |
| 10.                               | 12 juillet 1991                   | Estadio Nacional, Santiago (Chili)       | Venezuela                         | 5-1                               | 5-1                               | CA 1991                           |
| 11.                               | 14 juillet 1991                   | Estadio Nacional, Santiago (Chili)       | Argentine                         | 2-3                               | 2-3                               | CA 1991                           |

NB : Les scores sont affichés sans tenir compte du sens conventionnel en cas de match à l'extérieur (Pérou-Adversaire).

## Palmarès
| Sporting Cristal - Championnat du Pérou (1) : - Champion : 1983. |  | Club Bolívar - Championnat de Bolivie (4) : - Champion : 1987, 1988, 1991 et 1992. - Meilleur buteur : 1991 (19 buts). |